# 해밀턴 (온타리오주)
해밀턴(영어: Hamilton)은 캐나다 온타리오주의 도시로, 토론토권 지역 중 하나인 미시소가 서쪽에 있다. 온타리오호를 끼고 있는 항구 도시이다. 해밀턴 시는 1812년 미국-영국 전쟁 후 조지 해밀턴이 듀란드 농장을 구입하고 도시를 고안하기 시작했다. 조그만 마을이었던 해밀턴은 온타리오호 서쪽에 있는 인구 700만의 황금 말발굽 지역에서 가장 유명한 공업 도시로 발전하였다. 해밀턴 항은 온타리오 호의 서부 끝에 있는 세인트 로렌스 수로의 진입점으로 캐나다의 5대호 상업항 중 가장 물동량이 많다.

## 경제

### 주요 산업
해밀턴은 철강제조와 기계가공, 자동차 부품 제조업, 식음료 제품, 유통업, 건축 제품 및 골재, 화학 등 온타리오주의 5대 주요 산업의 중심이다. 캐나다 최대 철강회사 스텔코(Stelco)와 여러 제철 관련 기업이 연간 660만 톤의 철강을 생산하고 있다. 해밀턴은 미국 북동부 주요 산업도시와 가까워 경쟁력이 높다.

## 교통
토론토와 포트이리를 잇는 QEW 고속도로의 중간에 있으며 401, 403 번 고속도로가 있다.

## 교육, 연구
해밀턴에는 1887년에 설립된 침례교 계열의 맥마스터 대학이 있다. 이 학교는 신학, 의학분야에서 유명하며, 맥클린스 잡지에 의해 캐나다에서 가장 혁신적인 의과대학으로 선정되기도 했다. 또한 지난 10여 년간 ISI( Institute for Scientific Information) 가 선정한 심장 및 폐 연구 세계 2위, 면역학 연구 캐나다 1위, 임상연구 캐나다 1위를 차지했다. 더불어 38개 보건학 연구센터가 이끄는 신흥 생명공학 클러스터가 신약 발견과 인가, 유전자 치료, 임상시험, 보건경제학 연구에 주력하고 있다. 

또 다른 교육 기관으로는 공립 전문 대학교인 모학 컬리지가 있는데, 이 학교는 해밀턴 메인 캠퍼스를 포함 스토니 크릭과 맥마스터 대학교 안의 Mohawk-McMaster Institute for Applied Health Sciences까지 총 3개의 캠퍼스를 가지고 있다. 2014년 기준으로 1,000여 명 이상의 교수진들이 100개 이상의 전문 학사 과정, 대학원 과정, 실습생 과정에서 12,500여 명의 full-time 학생들, 4,000여 명의 실습생들, 46,000여 명의 continuing education 학생들과 1,200여 명의 국제유학생들을 지도하고 있다. 모학 컬리지는 설립된 1966년 이래로 100,000명 이상이 졸업생들을 배출하였다.

해밀턴에 있는 학교는 대부분 영어로 수업하지만 남동 중부 지역 프랑스어 공립학교 협회의 산하에 프랑스어 초등학교 2곳, 고등학교 1곳을 관리한다.

## 주민
인구의 절반이 영국계이며, 스코틀랜드와 아일랜드계의 주민들이 다음을 차지한다. 또한 프랑스, 이탈리아, 독일계의 주민들도 산다.

## 기후
| 해밀턴 (존 C. 먼로 해밀턴 국제공항)의 기후                                                    | 해밀턴 (존 C. 먼로 해밀턴 국제공항)의 기후 | 해밀턴 (존 C. 먼로 해밀턴 국제공항)의 기후 | 해밀턴 (존 C. 먼로 해밀턴 국제공항)의 기후 | 해밀턴 (존 C. 먼로 해밀턴 국제공항)의 기후 | 해밀턴 (존 C. 먼로 해밀턴 국제공항)의 기후 | 해밀턴 (존 C. 먼로 해밀턴 국제공항)의 기후 | 해밀턴 (존 C. 먼로 해밀턴 국제공항)의 기후 | 해밀턴 (존 C. 먼로 해밀턴 국제공항)의 기후 | 해밀턴 (존 C. 먼로 해밀턴 국제공항)의 기후 | 해밀턴 (존 C. 먼로 해밀턴 국제공항)의 기후 | 해밀턴 (존 C. 먼로 해밀턴 국제공항)의 기후 | 해밀턴 (존 C. 먼로 해밀턴 국제공항)의 기후 | 해밀턴 (존 C. 먼로 해밀턴 국제공항)의 기후 |
| 월                                                                                            | 1월                                        | 2월                                        | 3월                                        | 4월                                        | 5월                                        | 6월                                        | 7월                                        | 8월                                        | 9월                                        | 10월                                       | 11월                                       | 12월                                       | 연간                                       |
| --------------------------------------------------------------------------------------------- | ------------------------------------------ | ------------------------------------------ | ------------------------------------------ | ------------------------------------------ | ------------------------------------------ | ------------------------------------------ | ------------------------------------------ | ------------------------------------------ | ------------------------------------------ | ------------------------------------------ | ------------------------------------------ | ------------------------------------------ | ------------------------------------------ |
| 역대 최고 기온 °C (°F)                                                                        | 16.7 (62.1)                                | 17.9 (64.2)                                | 26.8 (80.2)                                | 29.7 (85.5)                                | 33.1 (91.6)                                | 35.0 (95.0)                                | 37.4 (99.3)                                | 36.4 (97.5)                                | 34.4 (93.9)                                | 30.3 (86.5)                                | 24.4 (75.9)                                | 20.7 (69.3)                                | 37.4 (99.3)                                |
| 일평균 최고 기온 °C (°F)                                                                      | −1.4 (29.5)                                | −0.9 (30.4)                                | 4.7 (40.5)                                 | 11.8 (53.2)                                | 18.9 (66.0)                                | 24.2 (75.6)                                | 26.6 (79.9)                                | 25.6 (78.1)                                | 21.7 (71.1)                                | 14.5 (58.1)                                | 7.7 (45.9)                                 | 1.5 (34.7)                                 | 12.9 (55.2)                                |
| 일일 평균 기온 °C (°F)                                                                        | −5.3 (22.5)                                | −5.0 (23.0)                                | 0.2 (32.4)                                 | 6.5 (43.7)                                 | 13.1 (55.6)                                | 18.5 (65.3)                                | 20.9 (69.6)                                | 20.1 (68.2)                                | 16.1 (61.0)                                | 9.7 (49.5)                                 | 3.8 (38.8)                                 | −1.9 (28.6)                                | 8.1 (46.6)                                 |
| 일평균 최저 기온 °C (°F)                                                                      | −9.1 (15.6)                                | −9.2 (15.4)                                | −4.4 (24.1)                                | 1.3 (34.3)                                 | 7.3 (45.1)                                 | 12.8 (55.0)                                | 15.2 (59.4)                                | 14.5 (58.1)                                | 10.5 (50.9)                                | 4.8 (40.6)                                 | −0.2 (31.6)                                | −5.4 (22.3)                                | 3.2 (37.8)                                 |
| 역대 최저 기온 °C (°F)                                                                        | −30.0 (−22.0)                              | −29.1 (−20.4)                              | −24.6 (−12.3)                              | −12.8 (9.0)                                | −3.9 (25.0)                                | 1.1 (34.0)                                 | 5.6 (42.1)                                 | 1.1 (34.0)                                 | −2.2 (28.0)                                | −7.8 (18.0)                                | −19.3 (−2.7)                               | −26.8 (−16.2)                              | −30.0 (−22.0)                              |
| 평균 강수량 mm (인치)                                                                         | 72.9 (2.87)                                | 53.4 (2.10)                                | 68.7 (2.70)                                | 81.3 (3.20)                                | 81.0 (3.19)                                | 77.6 (3.06)                                | 97.5 (3.84)                                | 66.8 (2.63)                                | 73.5 (2.89)                                | 84.2 (3.31)                                | 78.1 (3.07)                                | 67.3 (2.65)                                | 902.3 (35.52)                              |
| 평균 강우량 mm (인치)                                                                         | 36.4 (1.43)                                | 24.5 (0.96)                                | 43.9 (1.73)                                | 73.0 (2.87)                                | 81.0 (3.19)                                | 78.1 (3.07)                                | 97.5 (3.84)                                | 65.5 (2.58)                                | 73.6 (2.90)                                | 83.2 (3.28)                                | 67.7 (2.67)                                | 40.2 (1.58)                                | 764.6 (30.10)                              |
| 평균 강설량 cm (인치)                                                                         | 40.8 (16.1)                                | 35.1 (13.8)                                | 26.5 (10.4)                                | 8.4 (3.3)                                  | 0.5 (0.2)                                  | 0.0 (0.0)                                  | 0.0 (0.0)                                  | 0.0 (0.0)                                  | 0.0 (0.0)                                  | 0.7 (0.3)                                  | 11.0 (4.3)                                 | 33.5 (13.2)                                | 156.5 (61.6)                               |
| 평균 강수일수 (≥ 0.2 mm)                                                                      | 17.1                                       | 13.6                                       | 12.9                                       | 12.6                                       | 12.8                                       | 10.7                                       | 11.5                                       | 10.2                                       | 9.8                                        | 12.4                                       | 13.5                                       | 15.4                                       | 152.4                                      |
| 평균 강우일수 (≥ 0.2 mm)                                                                      | 5.9                                        | 4.1                                        | 7.5                                        | 11.4                                       | 12.8                                       | 10.6                                       | 11.5                                       | 10.1                                       | 9.8                                        | 12.3                                       | 10.4                                       | 7.9                                        | 114.2                                      |
| 평균 강설일수 (≥ 0.2 cm)                                                                      | 14.5                                       | 11.6                                       | 8.1                                        | 2.7                                        | 0.10                                       | 0.0                                        | 0.0                                        | 0.0                                        | 0.0                                        | 0.43                                       | 4.8                                        | 12.0                                       | 54.2                                       |
| 평균 상대 습도 (%)                                                                            | 75.1                                       | 70.7                                       | 65.1                                       | 59.6                                       | 57.1                                       | 57.7                                       | 57.5                                       | 60.5                                       | 61.3                                       | 65.3                                       | 71.5                                       | 75.6                                       | 64.8                                       |
| 출처: 캐나다 환경기후변화부 (평년값: 1991년~2020년, 극값: 1959년~현재, 강설량: 1981년~2010년) |                                            |                                            |                                            |                                            |                                            |                                            |                                            |                                            |                                            |                                            |                                            |                                            |                                            |

## 유명 관광지
- 던든 성 (Dundurn Castle)
- HMCS Haida, 2차세계대전의 군함
- 캐나다 왕립 식물원 (Royal Botanical Gardens)
- 팀 호튼 매장 1호점
- 해밀튼 미술관 (Art Gallery Hamilton)

## 자매 도시
| - 미시간주 플린트 (미국) - 후쿠야마시 (일본) - 안후이성 마안산시 (중국) - 망갈로르 (인도) - 몬테레이 (멕시코) | - 시칠리아 라칼무토 (이탈리아) - 플로리다주 사라소타 (미국) - 퀘벡주 샤위니간 - 아브루초주 발레펠리냐 (이탈리아) |  |

다른 도시 관계
- 포르투알레그리 (브라질)

## 같이 보기
- 해밀턴 존 C 먼로 국제공항